# Прича о два дужника
Прича о два дужника (или прича о грешници) је једна од познатих Исусових прича, забележена у новозаветном јеванђељу по Луки (7:36-50). Прича говори о два дужника који беху дужни једном човеку, један много више новца од другог. Кад им је зајмодавац опростио дугове, већи дужник га је више заволео.
Исус кроз причу објашњава зашто га грешница, која му је опрала ноге, љубила га и помазала, више воли од његовог домаћина свештеника, који му није дао воду за ноге нити га је љубио и помазао.

## Прича
Еванђеље по Луки преноси да је фарисејски свештеник Симон позвао Исуса у госте, након чега је за њим дошла жена у граду позната као грешница. Док је Исус седео за столом она је седела код његових ногу и плакала „и стаде прати ноге његове сузама, и косом од своје главе отираше, и целиваше ноге његове, и мазаше миром” (7:38). Његов домаћин рече у себи: “Да је он пророк, знао би ко и каква га се жена дотиче: јер је грешница”, а Исус му у одговор исприча следећу причу:

## Тумачења
Изгледа да ова Исусова прича није напад на фарисеје, већ је пре покушај да подучи свештеника Симона да види жену његовим очима. Опис жене наговештава да је она позната проститутка, иако неки оспоравају такав закључак. Ако је проститутка, њено присуство каља фарисејеву ритуалну чистоту. Џоел Грин напомиње да је било лако одбацити такву особу као неморалну, нечисту и изопачену, не узимајући у обзир друштвену реалност жене која је можда присиљена на то материјалним стањем или је продата у сексуално ропство. Потврђујући жени опроштење, за које се претпоставља да јој је Исус дао приликом претходног сусрета, Исус позива Симона да увиди њен нови идентитет и „пригрли је у заједницу Божјих људи“.
Жан Калвин из Исусових речи („Стога ти кажем, опроштени су јој многи греси, јер је имала много љубави; коме се мало прашта, мало љуби“.) закључује да љубав није циљ праштања већ доказ. Исто као и код два дужника, дуг није опроштен због дужничке љубави, већ је велика љубав уследила због опроста дуга. Калвин објашњава да свештеник мисли да је жена грешница али треба увидети да није грешница, у складу са чињеницом да су јој греси опроштени. Њена љубав је доказ да је стекла опрост, израз захвалности за примљену добробит. Љубав је аргумент a posteriori, који доказује помоћу ихода. Исус јој јасно каже на основу чега је стекла опрост речима: „Вера твоја спасла те!“ Дакле, вером стичемо опроштење, а љубављу исказујемо захвалност и сведочимо о милости Божјој, закључује Калвин.
Амброзије Милански, међутим, наводећи исти Исусов цитат („Зато кажем ти: опраштају јој се греси многи, јер је велику љубав имала.“), тврди да је љубав услов опроштења.
Ове разлике у тумачењу присутне су и у различитим преводима библијског текста: